# Frédéric Schmied

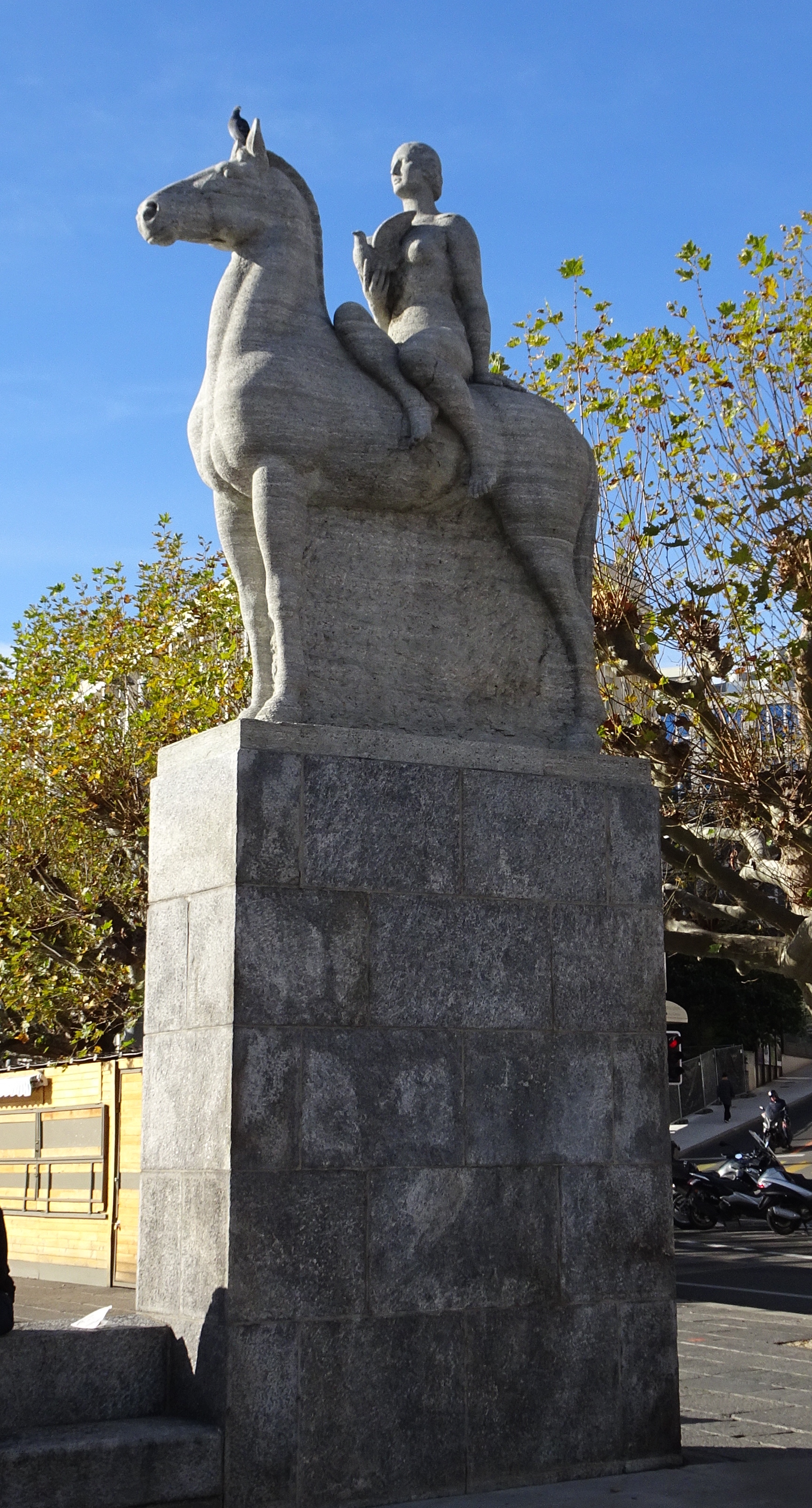
Colombe de la paix von 1939, Genf

Frédéric Schmied (* 26. Juli 1893 in Zürich; † 23. September 1972 in Genf) war ein Schweizer Bildhauer.

## Werk
Frédéric Schmied besuchte von 1916 bis 1921 die École des Beaux-Arts in Genf. Er schuf Torsi, Büsten und Akte in Stein, Marmor und Bronze. Seine Skulptur Das Erwachen wurde 1925 von der Schweizerischen Eidgenossenschaft erworben. Im gleichen und im nachfolgenden Jahr erhielt Schmied ein Eidgenössisches Kunststipendium.
Seine Werke stellte er unter anderem im Genfer Palais des Expositions, im Kunsthaus Zürich und im Kunsthaus Glarus aus. 1926 nahm Schmied an der Biennale di Venezia teil.